# 吉藏雅尔
吉藏雅尔（法語：Guizengeard，法語發音：[ɡizɑ̃ʒaʁ]）是法国夏朗德省的一个市镇，属于干邑区。

## 地理
吉藏雅尔（45°18'46"N, 0°6'13"W）面积14.76 平方千米，位于法国新阿基坦大区夏朗德省，该省份为法国西部内陆省份，北起德塞夫勒省和维埃纳省，东临上维埃纳省，东南至多尔多涅省，南至多爾多涅省，西接滨海夏朗德省。
与吉藏雅尔接壤的市镇（或旧市镇、城区）包括：布瓦布勒托、布罗萨克、希亚克、奥里奥勒、帕西拉克、圣瓦利耶、博雷斯和马尔特龙、舍旺索、讷维克。

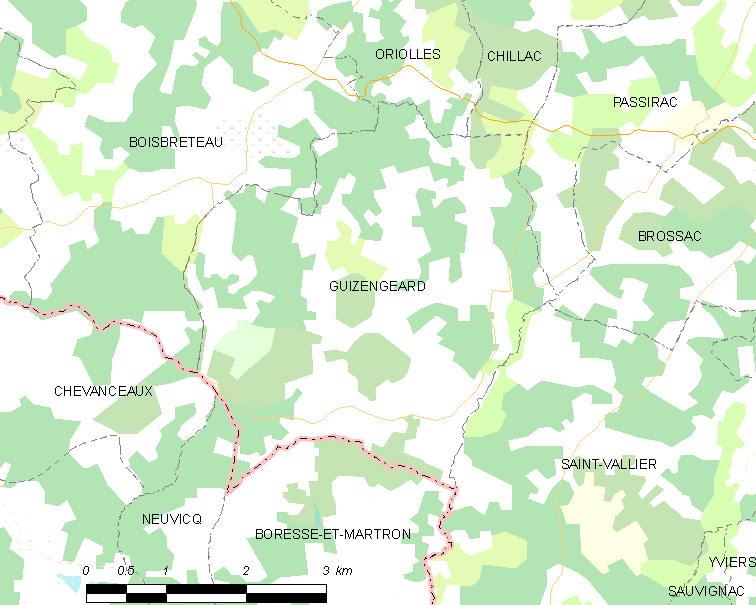
吉藏雅尔的OSM定位图

吉藏雅尔的时区为UTC+01:00、UTC+02:00（夏令时）。

## 行政
吉藏雅尔的邮政编码为16480，INSEE市镇编码为16161。

## 政治
吉藏雅尔所属的省级选区为夏朗德南县。

## 人口

1962-2008年间吉藏雅尔人口变化图示

吉藏雅尔于2022年1月1日时的人口数量为165人。